# Historia de Piera
Historia de Piera (Storia di Piera) es una película dramática italiana basada en la autobiografía de Piera Degli Esposti, escrita por ella y Dacia Maraini. La película fue dirigida por Marco Ferreri y fue rodada en Sabaudia, Latina y Pontinia.

## Trama
Eugenia y Lorenzo tienen una hija llamada Piera. La condición mental de la madre no es buena, y empeora con el paso de los años. La película sigue la vida de Piera desde el nacimiento hasta la edad adulta, pasando por los chicos del barrio que la persiguen por la calle hasta la relación homosexual con Arianna. El padre pasa un periodo en un hospital psiquiátrico. Piera empieza a trabajar como costurera, pero tendrá más éxito en el teatro.

## Reparto
- Isabelle Huppert: Piera.
- Hanna Schygulla: Eugenia.
- Marcello Mastroianni : Lorenzo, padre de Piera.
- Angelo Infanti: Tito.
- Tanya Lopert: Elide.
- Bettina Grühn: Piera de niña.
- Fiammetta Baralla.